# Jennifer Rush
Jennifer Rush (Queens, Nueva York, 28 de septiembre de 1960), de nombre real Heidi Stern, es una cantante estadounidense que reside en Alemania. Ganó fama internacional gracias al sencillo "The Power of Love" (1984), conocido en la versión en castellano como "Si tú eres mi hombre y yo tu mujer", del que se vendieron millones de copias, y que fue versionado por Celine Dion y Laura Branigan

## Trayectoria
Nació en Queens, Nueva York, Estados Unidos, pero pasó parte de su juventud en Baviera, Alemania Occidental, donde descubrió su pasión por la música.
Grabó su primer álbum, Heidi Stern en 1979, pero sin gran éxito. En 1982 se mudó a la localidad alemana de Wiesbaden junto con su padre, Maurice Stern, un cantante de ópera, tratando de hacerse un sitio en el mundo musical. Durante algunos años consiguió algunos éxitos a lo largo de Europa con canciones como "25 Lovers", "Flames of Paradise", "Ring of Ice", "Destiny", "If You're Ever Gonna Lose My Love", "I Come Undone" y "Madonna's Eyes".
Su madre era una pianista y sus hermanos, Bobby Stern y Stephen Stern, también son músicos.
Su sencillo "The Power of Love" fue el mayor éxito musical de 1985 en el Reino Unido, (además de copar las listas en Dinamarca, Alemania, España, Francia, Italia, Suecia, Japón, Australia, Canadá, Noruega y Sudáfrica), consiguiendo entrar en el Libro Guinness de los Récords con el "sencillo de una solista femenina más vendido en la historia de la industria musical británica". Mantuvo el récord hasta 1992, año en el que el sencillo de Whitney Houston, "I Will Always Love You" lo superó. "The Power of Love" copó las listas durante más de 8 semanas en Australia, Sudáfrica y numerosos países europeos. A pesar de ser número uno en varios países, solo alcanzó el puesto 57 en el Billboard Hot 100 estadounidense. Celine Dion sí consiguió un éxito con la canción en los Estados Unidos con una versión en 1994.
Continuó cosechando éxitos en Europa y especialmente en Alemania donde sus 2 álbumes posteriores alcanzaron el número 1 y lo mantuvieron durante 14 y 9 semanas respectivamente. En Reino Unido, su resonancia fue mucho más discreta.
Fue su álbum en 1987, Heart Over Mind, con la colaboración en la composición de Desmond Child y Michael Bolton y de Richie Sambora (Bon Jovi) a la guitarra, lo que finalmente le permitiría alcanzar por primera vez el Top 40, con un dueto con Elton John en "Flames of Paradise".
También grabó duetos con Michael Bolton, Plácido Domingo y Brian May.
A la vez que su carrera cosechaba discos de platino gracias a sus álbumes y sencillos y cantaba tanto en inglés como en español, el gran público en su propio país apenas la conocía. Por un lado porque su discográfica no supo como vender su música en los Estados Unidos y en segundo lugar porque su poderosa voz combinada con una producción musical bombástica era de un estilo demasiado europeo para el público norteamericano.
Rush continuó su exitosa carrera en Europa en los años noventa (especialmente en Alemania), con la publicación de cuatro álbumes, el último de ellos Classics, en 1998 (además de algunas nuevas canciones, como la reedición de sus grandes éxitos junto con la Orquesta Filarmónica de Hungría). Entonces se tomó un descanso en Nueva York para dedicar más tiempo a su hija. En los años 2000 se publicó una serie de "lo mejor de".
En agosto de 2007 sorprendió a sus seguidores con una edición especial, Stronghold - The Collector's Hit Box, un recopilatorio que incluía todos los sencillos de Rush entre 1982 y 1991 (con su primera discográfica), y las versiones extendidas, de haberlas. También se incluyeron algunas canciones inéditas o limitadas (entre ellas sus 4 canciones para la serie James Bond, grabadas en directo en 1984 y publicadas en una edición muy limitada por la Orquesta Filarmónica de Berlín). También cabe destacar en el recopilatorio la remezcla de DJ Dave Kurtis de 2007 del tema "I Come Undone".
En 2006 se mudó junto con su hija al Reino Unido. El 6 de marzo de 2009 anunció en su página web oficial que había firmado un contrato con Sony Music / Ariola a nivel mundial, lo que significaba su vuelta a la discográfica con la que cosechara tantos éxitos en los años ochenta y con la que publicara su primer álbum. El nuevo álbum de estudio Now Is the Hour, producido por el equipo de producción berlinés Valicon, se lanzó al mercado el 5 de marzo de 2010. Fue su primer álbum con material nuevo después de 13 años.

## Discografía

### Sencillos[3][4][5][6]
- 1982 "Tonight" (como Heidi Stern)
- 1983 "Into My Dreams" (Francia #7)
- 1983 "Come Give Me Your Hand"
- 1984 "25 Lovers" (Francia #9, Alemania Occidental #25)
- 1985 "The Power of Love" (Reino Unido #1, Austria #1, Noruega #1, Irlanda #1, Australia #1, Canadá #1, Sudáfrica #1, España #2, Suecia #3, Suiza #3, Países Bajos #4, Alemania Occidental #9, Francia #32, EE. UU. #57)
- 1985 "Si tú eres mi hombre y yo tu mujer" ("The Power of Love" versión en castellano)
- 1985 "Ring of Ice" (Reino Unido #14, Sudáfrica #1, Alemania Occidental #22)
- 1986 "Madonna's Eyes" (Francia #5, Reino Unido #84, Sudáfrica #12)
- 1985/1986 "Destiny" ( Alemania Occidental #4, Reino Unido #96, Austria #5, Suiza #5, Países Bajos #23)
- 1986 "If You're Ever Gonna Lose My Love" (Alemania Occidental #24, Austria #15)
- 1986 "No me canso de pensar en ti" ("If You're Ever Gonna Lose My Love" versión en castellano)
- 1986 "The Power of Love (Remezcla)" (Reino Unido #55)
- 1987 "I Come Undone" (Suiza #9, Sudáfrica #10, Alemania Occidental #11, Austria #28, Reino Unido #94)
- 1987 "Flames of Paradise" (Duet with Elton John) (Reino Unido #59, US #36, Alemania Occidental #8, Suiza #7)
- 1987 "Heart Over Mind" (Francia #9, Austria #24, Alemania Occidental #25, Suiza #29)
- 1988 "Another Way"
- 1988 "You're My One and Only" (Francia #3, Alemania Occidental #27, Suiza #21, Reino Unido #90)
- 1988 "Viva de mi vida" ("You're My One and Only" versión en castellano)
- 1989 "Keep All the Fires Burning Bright"
- 1989 "Solitaria mujer" ("Keep All the Fires Burning Bright" versión en castellano)
- 1989 "Love Get Ready"
- 1989 "Till I Loved You" (dueto con Plácido Domingo) (Reino Unido #24)
- 1989/1990 "Higher Ground" (Austria #30, Alemania #54, Reino Unido #98)
- 1990 "Wings of Desire"
- 1990 "We Are the Strong"
- 1991 "Ave Maria (Survivors of a Different Kind)"
- 1992 "Never Say Never" (Alemania #46)
- 1993 "Vision of You" (Alemania #56)
- 1993 "Visión de ti" ("Vision Of You" versión en castellano)
- 1993 "A Broken Heart" (Alemania #90)
- 1995 "Tears in the Rain" (Suiza #26, Alemania #45)
- 1995 "Out of My Hands"
- 1995 "Who Wants to Live Forever" (dueto con Brian May - solo lanzamiento de promoción)
- 1995 "Das Farbenspiel des Winds" (Pocahontas' "The Colours of the Wind") (Alemania #80)
- 1997 "Credo" (Austria #32, Alemania #75)
- 1997 "Sweet Thing"
- 1997 "Piano in the Dark" (solo lanzamiento de promoción)
- 1998 "The End of a Journey"
- 1999 "Ring of Ice" ("Classics" version - solo lanzamiento de promoción)
- 2010 "Before the Dawn"

### Álbumes
"—" son las ediciones que no aparecieron en las listas
| Año  | Álbum                                | Puesto más alto | Puesto más alto | Puesto más alto | Puesto más alto | Puesto más alto | Puesto más alto | Puesto más alto | Puesto más alto |
| Año  | Álbum                                | Reino Unido     | Estados Unidos  | Alemania        | Noruega         | Suecia          | Suiza           | Austria         | Sudáfrica       |
| ---- | ------------------------------------ | --------------- | --------------- | --------------- | --------------- | --------------- | --------------- | --------------- | --------------- |
| 1979 | Heidi Stern                          | -               | -               | -               | -               | -               | -               | -               | -               |
| 1984 | Jennifer Rush                        | 7               | -               | 2               | 1               | 2               | 3               | 5               | 1               |
| 1985 | Movin'                               | 32              | -               | 1               | 1               | 1               | 1               | 8               | 3               |
| 1987 | Heart Over Mind                      | 48              | 118             | 1               | 6               | 4               | 1               | 9               | 2               |
| 1988 | Passion                              | -               | -               | 3               | -               | 10              | 4               | 24              | -               |
| 1989 | Wings of Desire                      | -               | -               | 12              | -               | 18              | 13              | -               | -               |
| 1991 | The Power of Jennifer Rush           | -               | -               | 40              | -               | -               | 34              | 37              | -               |
| 1992 | Jennifer Rush                        | -               | -               | 35              | -               | -               | 38              | -               | -               |
| 1995 | Out of My Hands                      | -               | -               | 15              | -               | -               | 28              | 30              | -               |
| 1997 | Credo                                | -               | -               | 26              | -               | -               | -               | 37              | -               |
| 1998 | Classics                             | -               | -               | 34              | -               | -               | -               | -               | -               |
| 2007 | Stronghold - The Collector's Hit Box | -               | -               | -               | -               | -               | -               | -               | -               |
| 2010 | Now Is the Hour                      | -               | -               | -               | -               | -               | -               | -               | -               |

## DVD
- The Power of Love - The Complete Video Collection (2004)